# Akira Taue
Akira Taue (田上 明, Taue Akira) (né le 8 mai 1961 à Chichibu) est un lutteur de sumo, un catcheur (lutteur professionnel) et un promoteur de catch japonais.
Il est d'abord sumo sous le nom de Tamakirin Yasumasa de 1980 à 1987. Il devient catcheur en 1988 à la All Japan Pro Wrestling et devient très populaire dans les années 1990, et est avec Mitsuharu Misawa, Kenta Kobashi et Toshiaki Kawada un des Four Pillars of Heaven remportant à sept reprises le championnat du monde par équipes AJPW et une fois le championnat Triple Crown. Il quitte cette fédération avec la plupart des catcheurs de l'AJPW quand Misawa fonde la Pro Wrestling NOAH en 2000. Il y remporte une fois le championnat poids lourd Global Honoured Crown. En 2009, il devient président de cette fédération et quitte ce poste en 2016.

## Carrière de sumo
Taue s'entraîne pour devenir sumo au sein de l'écurie Oshiogawa. Il commence sa carrière en janvier 1980 sous son véritable nom avant d'utiliser le shikona de Tamakirin Yasumasa,. Il arrête sa carrière en juillet 1987 à la suite d'un conflit avec l'entraîneur d'Oshiogawa,.

## Carrière de catcheur

### All Japan Pro Wrestling
Akira Taue entre au dojo de la All Japan Pro Wrestling peu de temps après avoir mis un terme à sa carrière de sumo,. Il participe à son premier combat de catch le 2 janvier 1988. Ce jour-là, il fait équipe avec Giant Baba et ils battent le Nature Boy Buddy Landel et Paul Harris. Début 1990, il se retrouve impliqué dans la rivalité entre le jeune Mitsuharu Misawa et Jumbo Tsuruta qui est alors le catcheur vedette de l'AJPW.Taue décide de s'allier à Tsuruta et il affronte à de nombreuses reprises Misawa et Toshiaki Kawada.
En 1993, la rivalité opposant Misawa et Tsuruta prend fin et Kawada décide de trahir son ancien équipier pour faire équipe avec Taue.

### Pro Wrestling NOAH
À la Noah,  Taue continue de catcher dans la division par équipe, faisant équipe avec Takuma Sano. Le 5 novembre 2005, Taue bat Takeshi Rikio avec son Ore ga Taue finisher pour s'emparer du titre GHC Heavyweight Championship, il le perdra face à Jun Akiyama le 22 janvier 2006.
Le 27 juin 2009, après la mort de Mitsuharu Misawa, Akira Taue devient le nouveau président de la Pro Wrestling NOAH.

## Palmarès et accomplissements
- All Japan Pro Wrestling
  - AJPW All Asia Tag Team Championship (1 fois) – avec Shinichi Nakano
  - AJPW Triple Crown Heavyweight Championship (1 fois)
  - AJPW Unified World Tag Team Championship (7 fois) – avec Jumbo Tsuruta (1) et Toshiaki Kawada (6)
  - Champion's Carnival (1996)
  - World's Strongest Tag Team League (1996, 1997) – avec Toshiaki Kawada

- Power Slam
  - PS 50 : 1995/18, 1996/11, 1997/23.

- Pro Wrestling Illustrated
  - Classé 91e des 500 meilleurs catcheurs en 2006

- Pro Wrestling Noah
  - GHC Heavyweight Championship (1 fois)

- Wrestling Observer Newsletter awards 
  - 5 Star Match (1990) avec Jumbo Tsuruta and Masanobu Fuchi vs. Mitsuharu Misawa, Toshiaki Kawada and Kenta Kobashi on October 19

5 Star Match (1991) avec Jumbo Tsuruta et Masanobu Fuchi vs. Mitsuharu Misawa, Toshiaki Kawada et Kenta Kobashi le 20 avril
5 Star Match (1992) avec Jumbo Tsuruta et Masanobu Fuchi vs. Mitsuharu Misawa, Toshiaki Kawada et Kenta Kobashi le 22 mai 
5 Star Match (1993) avec Toshiaki Kawada and Yoshinari Ogawa vs. Mitsuharu Misawa, Kenta Kobashi et Jun Akiyama le 2 juillet 
5 Star Match (1993) avec Toshiaki Kawada vs. Mitsuharu Misawa et Kenta Kobashi le 3 décembre 
5 Star Match (1994) avec Toshiaki Kawada et Masanobu Fuchi vs. Mitsuharu Misawa, Kenta Kobashi & Giant Baba le 13 février 
5 Star Match (1994) avec Toshiaki Kawada vs. Mitsuharu Misawa & Kenta Kobashi le 21 mai 
5 Star Match (1995) avec Toshiaki Kawada vs. Mitsuharu Misawa & Kenta Kobashi le 24 janvier 
5 Star Match (1995) vs. Mitsuharu Misawa le 15 avril
5 Star Match (1995) avec Toshiaki Kawada vs. Mitsuharu Misawa and Kenta Kobashi le 9 juin
5 Star Match (1995) avec Tamon Honda et Toshiaki Kawada vs. Mitsuharu Misawa, Kenta Kobashi et Satoru Asako le 30 juin
5 Star Match (1996) avec Toshiaki Kawada vs. Mitsuharu Misawa & Jun Akiyama le 23 mai
5 Star Match (1996) avec Toshiaki Kawada vs. Mitsuharu Misawa & Jun Akiyama le 6 décembre 
5 Star Match (1997) avec Toshiaki Kawada vs. Mitsuharu Misawa & Jun Akiyama le 5 décembre